# Hlavní kavkazský hřeben
Hlavní kavkazský hřeben, též Hlavní hřeben, Hlavní hřbet (rusky Главный хребет, Водораздельный хребет, Glavnyj chrebet, Vodorazdělnyj chrebet, gruzínsky კავკასიონის მთავარი წყალგამყოფი ქედი, Kavkasionis Mtavari Tsqalgamqopi Kedi, ázerbájdžánsky Baş Qafqaz silsiləsi) – je horským pásmem v Rusku, Gruzii a Ázerbájdžánu o rozloze 2 600 km².
Vytváří hlavní osu Velkého Kavkazu mezi Černým mořem a Kaspickým mořem a současně hlavní rozvodí řek Kubáň, Těrek, Sulak, Samur na severu a řek Kodori, Inguri, Rioni, Kura na jihu.

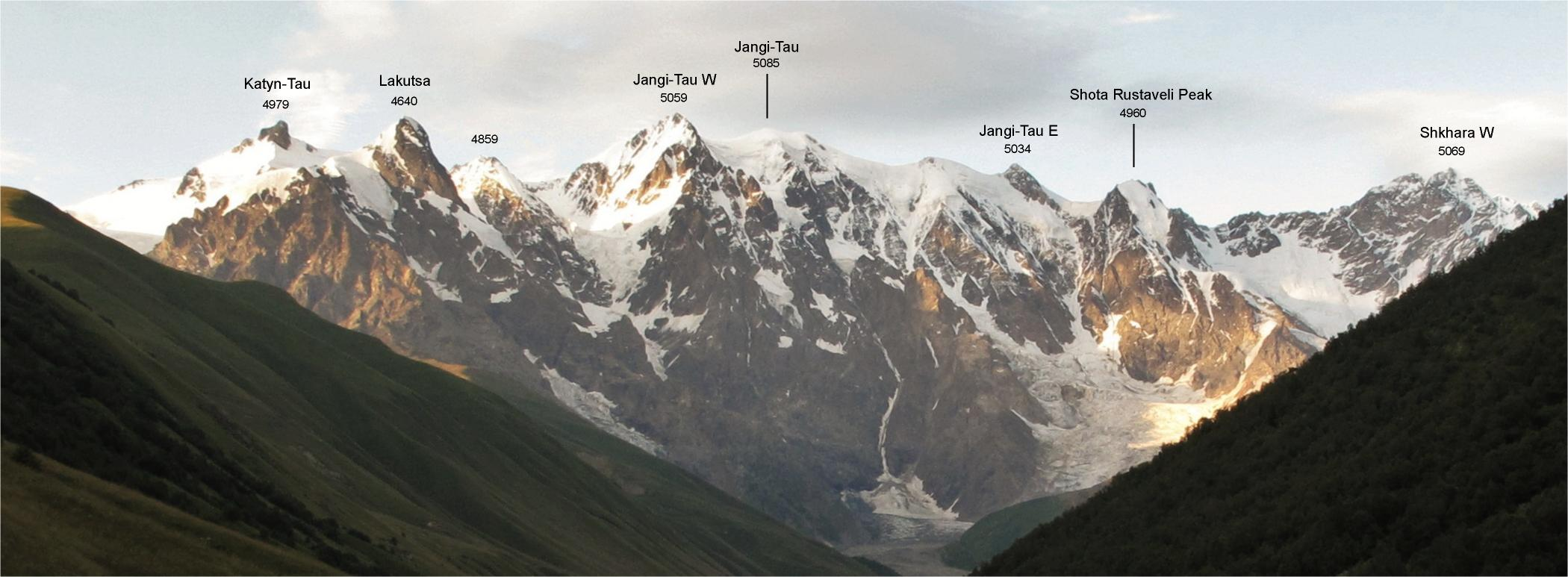
Panorama střední (nejvyšší) části hlavního kavkazského hřebene z jihu

Hlavní kavkazský hřeben rozděluje oblast Kavkazu na Předkavkazsko na severu a Zakavkazsko na jihu.
Jako jediný kavkazský hřeben tvoří souvislé horské pásmo, ačkoliv nejvyšší hory Kavkazu včetně nejvyššího Elbrusu jeho součástí nejsou. Elbrus je součástí bočního hřbetu táhnoucího se na severní straně hlavního hřebene a paralelně s ním. Boční hřbet je přerušován údolími řek stékajících z hlavního hřebene na sever.